# Mary Poppins (film)

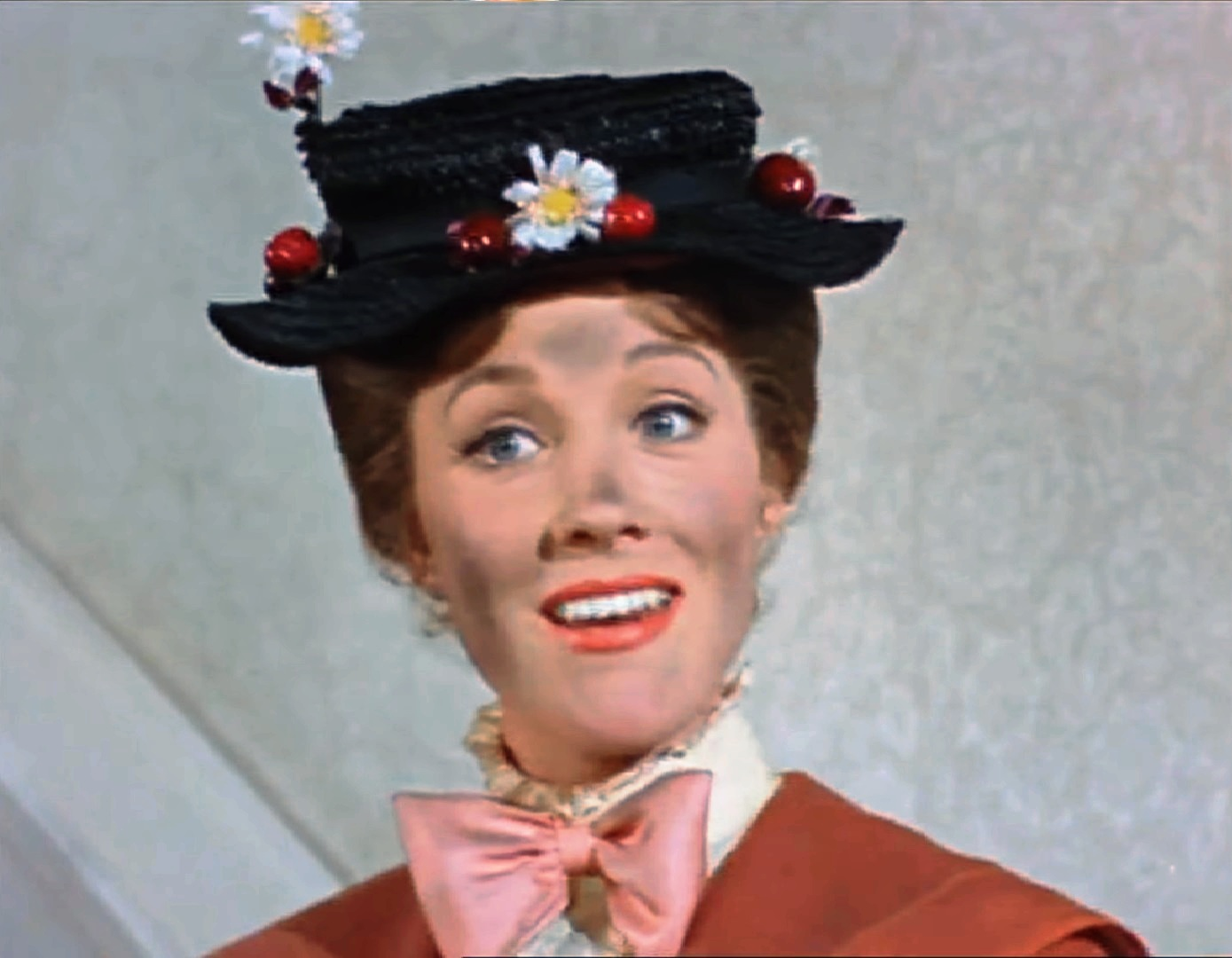
Julie Andrewsová v traileru filmu

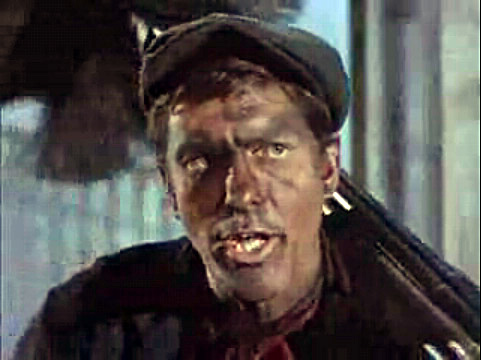
Dick Van Dyke jako Bert

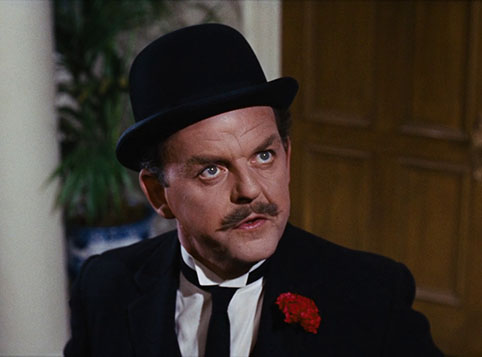
David Tomlinson jako pan Banks

Mary Poppins je americký pohádkově romantický filmový muzikál společnosti Walt Disney režiséra Roberta Stevensona z roku 1964 s Julií Andrewsovou a Dickem Van Dykem v hlavní roli.
Film byl natočen na motivy stejnojmenné knihy Pamely Lyndon Traversové z roku 1934.

## Ceny akademie (Oscar)
Film byl nominován celkem 13krát na cenu Americké akademie umění a věd Oscar, zvítězil celkem v pěti kategoriích:
- nejlepší herečka v hlavní roli: Julie Andrewsová
- nejlepší střih
- nejlepší píseň:Chim Chim Cher-ee
- nejlepší vizuální efekty
- nejlepší filmová hudba

Poznámka:Cen akademie by zřejmě mohlo být i více, kdyby v témže roce nebyl natočen snímek My Fair Lady, který jich získal osm.

## Technické provedení
Z technického hlediska se jedná o velmi pozoruhodné filmové dílo, neboť poměrně velká část snímku se odehrává v nereálném světě animovaného prostředí plné disneyovských zvířátek s tím, že zde ale vystupují čtyři živí herci. Film kromě toho dále obsahuje řadu dalších filmových triků a speciálních vizuálních efektů.

## Děj
Celý děj filmu se odehrává v Londýně v roce 1910. V londýnské Třešňové ulici zde žijí manželé Banksovi se svými dvěma dětmi, synem Michaelem a děvčátkem Jane. Pan Banks je bankovní úředník, paní Banksová se angažuje v hnutí sufražetek, svým dvěma dětem se věnují málo, mají na to guvernantku. Obě děti však nejsou se svými vychovatelkami spokojeny, často zlobí a lezou jim na nervy, guvernantky se zde často střídají. Během jedné z častých výměn guvernantky pan Banks podá inzerát do novin na novou guvernantku, obě děti sepíšou své požadavky na pro ně správnou vychovatelku na papír, rozezlený pan Banks, ale jejich požadavky zamítne a jejich žádost roztrhá na kousky a ty pak zahodí do domácího krbu. Kouzelný vítr však útržky dětského dopisu odnese pryč, druhý den ráno na prahu Banksova domu stojí Mary Poppinsová (Julie Andrewsová) s původním dětským dopisem v ruce.
Na první pohled se Mary Poppinsová od ostatních guvernantek ničím neodlišuje, je přísná a působí velmi upjatým a nesmlouvavým dojmem. Nicméně jedná se o kouzelnou osobu plnou humoru, fantazie, jež umí čarovat a provádět zcela nemožné věci. Obě děti společně s ní a s potulným muzikantem a kominíkem Bertem (Dick Van Dyke) během několika dní zažijí několik zcela nereálných pohádkových dobrodružství. Hned první vycházka do blízkého parku se promění na více než dvacetiminutový výlet do nereálného disneyovského (kresleného) světa plného disneyovských zvířátek a postaviček. Další dobrodružství zažijí společně s kominíkem Bertem na londýnských střechách, při návštěvě strýčka Alberta a konečně i při návštěvě banky svého otce. Kouzelná bytost Mary Poppins od obou dětí odejde v okamžiku kdy oba rodiče konečně pochopí, že se musí svým dětem mnohem více věnovat než tomu bylo až doposud, že je obě děti velmi potřebují.

## Hrají
- Julie Andrewsová (Mary Poppins)
- Dick Van Dyke (dvojrole - Bert a pan Dawes Senior, společník v bance)
- David Tomlinson (pan Banks)
- Glynis Johnsová (paní Banksová)
- Hermione Baddeleyová (služebná Ellen)
- Elsa Lanchesterová (guvernantka Katie Nanna)
- Ed Wynn (strýček Albert)
- Jane Darwellová (ptačí stařenka)
- Reginald Owen (admirál ve výslužbě Boom)
- Reta Shaw (služebná)
- Arthur Treacher (policista - konstábl)
- Arthur Malet (pan Dawes Junior, společník v bance)
- Don Barclay (seržant - sluha u admirála Booma)

## Zajímavost
O přípravě tohoto filmu pojednává snímek Zachraňte pana Bankse z roku 2013, který vypráví příběh o tom, kterak Walt Disney velmi dlouho přemlouval autorku předlohy P. L. Traversovou k tomu, aby mu prodala autorská práva ke své knize.